# Snopa
Snopa (rusky Снопа) je řeka v Něneckém autonomním okruhu v Archangelské oblasti v Rusku. Ústí do Čošského zálivu Barentsova moře.

## Průběh toku
Délka řeky je 170 km, plocha povodí je 1280 km². Pramení v Horních Snopských jezerech. Teče převážně na severo-severozápad podél nízko položené Kaninské tundry. Ve středním toku prochází linií polárního kruhu. Ústí na jižním pobřeží Čošského zálivu, 15 km východně od ústí řeky Omy a 30 km západně od ústí řeky Peši.
Výška pramene je 61,2 m nad mořem. Spád řeky je 0,36 m/km.
V povodí se nachází mnoho malých i poměrně velkých jezer - například Loparskoje a Suchoje.
V dolním toku na pravém břehu je osada Snopa (jediná osada v údolí).

## Vodní režim
Zdrojem vody jsou sněhové a dešťové srážky. Zamrzá v listopadu a rozmrzá v polovině května.

## Přítoky
(od ústí, délka v km je uvedena v závorkách):
- 6 km: Jerennaja (13)
- 17 km: Ruseňka (15)
- 33 km: Čubarjova (18)
- 50 km: Vasiljeva (52)
- 61 km: Sosnovka (13)
- 66 km: Jelovaja (16)
- 122 km: Loparskaja Viska (11)
- 124 km: Snopskaja Sosnovka (10)
- 137 km: Lebedinaja Viska (20)
- 150 km: Snopskaja Rassocha (16)